# Michael Holzinger
Michael Holzinger, genannt Schwarzer Michel, (* 20. September 1920 in Comloșu Mic, deutsch Kleinkomlosch, Königreich Rumänien; † 7. April 1996 in Augsburg) war ein deutscher Schriftsteller in Banater Mundart.
Holzinger stammte aus einer bäuerlichen Familie. Spätberufen schrieb er Einakter in Banater Mundart, in denen er plastische Gestalten des Dorflebens zeichnete, die lebendige und humorvolle Dialoge führen. 1977 erhielt er dafür den 1. Preis beim Wettbewerb für Dramaturgie des Kreises Timiș. Seine Werke wurden zwischen 1972 und 1990 an vielen Bühnen im Banat sowie danach bei Veranstaltungen ausgewanderter Banater Schwaben in Deutschland aufgeführt.

## Werke
- Die Abwechslung, 1972
- Wegr nix un wider nix (Wegen nichts und wieder nichts), 1973
- Die alti Narre sin die schlimmi (Die alten Narren sind die schlimmen), 1974
- Unser Hansi, 1975
- A Kumedi um de Fredi (Eine Komödie um Fredi), 1976
- De Hooge in der Familie (Der Haken in der Familie), 1977
- S Blatt hat sich gewend (Das Blatt hat sich gewendet), 1977
- Energie spare (Energie sparen), 1978
- Die Feierwehr uf Kuntroll (Die Feuerwehr auf Kontrolle), 1979